# Slag bij Marmiton River
De Slag bij Marmiton River vond plaats op 25 oktober 1864 in Vernon County, Missouri tijdens de Amerikaanse Burgeroorlog.
Na de Slag bij Mine Creek trok generaal-majoor Sterling Price zijn leger verder terug. In de late namiddag van 25 oktober ondervond Price's bagagetrein opnieuw moeilijkheden om een rivier vlot over te steken. Net zoals eerder op de dag bij Mine Creek diende Sterling opnieuw een Noordelijke aanval te weerstaan. Brigadegeneraal John McNeil, bevelhebber van twee brigades van Alfred Pleasontons cavaleriedivisie wou tot de aanval overgaan. Toen McNeil de strijdmacht van Sterling in ogenschouw nam, besliste hij om geen grootscheepse aanval te doen. Wat McNeil niet wist, was dat een groot deel van de Zuidelijke soldaten geen wapens meer had. Na een vuurgevecht van een tweetal uur trok Sterling zich verder terug. McNeil kon de achtervolging niet op een efficiënte manier inzetten. Het Zuidelijke leger was gebroken. Het was nu alleen nog de vraag of het kon ontsnappen en met hoeveel soldaten.